# Believe (chanson d'Antoine Clamaran)
Pour les articles homonymes, voir Believe.
Believe est une chanson house du DJ français Antoine Clamaran avec le groupe Ministers De La Funk, Sandy Vee et la chanteuse Jocelyn Brown sorti le 29 juin 2009.

## Classement par pays
| Pays             | Meilleure position |
| ---------------- | ------------------ |
| France (SNEP)    | 24                 |
| France (Club 40) | 9                  |